# Europeiska inomhusmästerskapen i friidrott 2017
Europeiska inomhusmästerskapen i friidrott 2017 hölls i Kombank arena i Belgrad, Serbien den 3–5 mars 2017. Det var andra gången tävlingarna avgjordes i Belgrad, efter dem som arrangerades 1969. Mästerskapen var de 34:e i ordningen.
Valet av arrangörsort meddelades den 4 maj 2014 i Frankfurt am Main.
I Sverige var det TV4-gruppen som direktsände tävlingarna.

## Medaljöversikt

### Män
| Gren                | Guld                                                                     | Guld              | Silver                                                             | Silver     | Brons                                                   | Brons      |
| 60 meter            | Richard Kilty Storbritannien                                             | 6,54 s EL         | Ján Volko Slovakien                                                | 6,58 s NR  | Austin Hamilton Sverige                                 | 6,63 s PB  |
| 400 meter           | Pavel Maslák Tjeckien                                                    | 45,77 s EL        | Rafał Omelko Polen                                                 | 46,08 s PB | Liemarvin Bonevacia Nederländerna                       | 46,26 s NR |
| 800 meter           | Adam Kszczot Polen                                                       | 1.48,87           | Andreas Bube Danmark                                               | 1.49,32    | Álvaro de Arriba Spanien                                | 1.49,68    |
| 1500 meter          | Marcin Lewandowski Polen                                                 | 3.44,82           | Kalle Berglund Sverige                                             | 3.45,56    | Filip Sasínek Tjeckien                                  | 3.45,89    |
| 3000 meter          | Adel Mechaal Spanien                                                     | 8.00,60           | Henrik Ingebrigtsen Norge                                          | 8.00,93    | Richard Ringer Tyskland                                 | 8.01,01    |
| 60 meter häck       | Andrew Pozzi Storbritannien                                              | 7,51 s            | Pascal Martinot-Lagarde Frankrike                                  | 7,52 s     | Petr Svoboda Tjeckien                                   | 7,53 s SB  |
| 4×400 meter stafett | Polen Kacper Kozłowski Łukasz Krawczuk Przemysław Waściński Rafał Omelko | 3.06,99           | Belgien Robin Vanderbemden Julien Watrin Kevin Borlée Dylan Borlée | 3.07,80    | Tjeckien Patrik Šorm Jan Tesař Jan Kubista Pavel Maslák | 3.08,60    |
| Höjdhopp            | Sylwester Bednarek Polen                                                 | 2,32 m            | Robbie Grabarz Storbritannien                                      | 2,30 m SB  | Pavel Seliverstau Belarus                               | 2,30 m     |
| Stavhopp            | Piotr Lisek Polen                                                        | 5,85 m            | Konstadinos Filippidis Grekland                                    | 5,85 m NR  | Paweł Wojciechowski Polen                               | 5,85 m SB  |
| Längdhopp           | Izmir Smajlaj Albanien                                                   | 8,08 m NR         | Michel Tornéus Sverige                                             | 8,08 m SB  | Serhij Nykyforov Ukraina                                | 8,07 m     |
| Tresteg             | Nelson Évora Portugal                                                    | 17,20 m SB        | Fabrizio Donato Italien                                            | 17,13 m    | Max Heß Tyskland                                        | 17,12 m    |
| Kulstötning         | Konrad Bukowiecki Polen                                                  | 21,97 m WL NR AUR | Tomáš Staněk Tjeckien                                              | 21,43 m PB | David Storl Tyskland                                    | 21,30 m    |
| Sjukamp             | Kevin Mayer Frankrike                                                    | 6 479 p ER        | Jorge Ureña Spanien                                                | 6 227 p    | Adam Helcelet Tjeckien                                  | 6 110 p    |

### Kvinnor
| Gren                | Guld                                                                      | Guld          | Silver                                                              | Silver     | Brons                                                               | Brons      |
| 60 meter            | Asha Philip Storbritannien                                                | 7,06 s EL NR  | Olesya Povh Ukraina                                                 | 7,10 s PB  | Ewa Swoboda Polen                                                   | 7,10 s SB  |
| 400 meter           | Floria Gueï Frankrike                                                     | 51,90 s PB    | Zuzana Hejnová Tjeckien                                             | 52,42 s    | Justyna Święty Polen                                                | 52,52 s    |
| 800 meter           | Selina Büchel Schweiz                                                     | 2.00,38 NR    | Shelayna Oskan-Clarke Storbritannien                                | 2.00,39 PB | Aníta Hinriksdóttir Island                                          | 2.01,25    |
| 1500 meter          | Laura Muir Storbritannien                                                 | 4.02,39 CR NR | Konstanze Klosterhalfen Tyskland                                    | 4.04,45 PB | Sofia Ennaoui Polen                                                 | 4.06,59    |
| 3000 meter          | Laura Muir Storbritannien                                                 | 8.35,67 CR    | Yasemin Can Turkiet                                                 | 8.43,46 NR | Eilish McColgan Storbritannien                                      | 8.47,43    |
| 60 meter häck       | Cindy Roleder Tyskland                                                    | 7,88 s        | Alina Talaj Belarus                                                 | 7,92 s     | Pamela Dutkiewicz Tyskland                                          | 7,95 s     |
| 4×400 meter stafett | Polen Patrycja Wyciszkiewicz Małgorzata Hołub Iga Baumgart Justyna Święty | 3.29,94       | Storbritannien Eilidh Doyle Philippa Lowe Mary Iheke Laviai Nielsen | 3.31,05    | Ukraina Olha Bibik Tetjana Melnyk Anastasija Bryzjina Olha Ljachova | 3.32,10    |
| Höjdhopp            | Airinė Palšytė Litauen                                                    | 2,01 m WL NR  | Ruth Beitia Spanien                                                 | 1,94 m     | Julija Levtjenko Ukraina                                            | 1,94 m PB  |
| Stavhopp            | Ekaterini Stefanidi Grekland                                              | 4,85 m WL     | Lisa Ryzih Tyskland                                                 | 4,75 m PB  | Angelica Bengtsson SverigeMaryna Kylypko Ukraina                    | 4,55 m     |
| Längdhopp           | Ivana Španović Serbien                                                    | 7,24 m WL NR  | Lorraine Ugen Storbritannien                                        | 6,97 m NR  | Claudia Salman-Rath Tyskland                                        | 6,94 m PB  |
| Tresteg             | Kristin Gierisch Tyskland                                                 | 14,37 m EL    | Patrícia Mamona Portugal                                            | 14,32 m SB | Paraskevi Papachristou Grekland                                     | 14,24 m SB |
| Kulstötning         | Anita Márton Ungern                                                       | 19,28 m WL    | Radoslava Mavrodieva Bulgarien                                      | 18,36 m PB | Julija Ljeantsiuk Belarus                                           | 18,32 m    |
| Femkamp             | Nafissatou Thiam Belgien                                                  | 4 870 p WL    | Ivona Dadic Österrike                                               | 4 767 p NR | Györgyi Zsivoczky-Farkas Ungern                                     | 4 723 p PB |

## Medaljligan
| Pl.    | Nation         | Guld | Silver | Brons | Totalt |
| ------ | -------------- | ---- | ------ | ----- | ------ |
| 1      | Polen          | 7    | 1      | 4     | 12     |
| 2      | Storbritannien | 5    | 4      | 1     | 10     |
| 3      | Tyskland       | 2    | 2      | 5     | 9      |
| 4      | Frankrike      | 2    | 1      | 0     | 3      |
| 5      | Tjeckien       | 1    | 2      | 4     | 7      |
| 6      | Spanien        | 1    | 2      | 1     | 4      |
| 7      | Grekland       | 1    | 1      | 1     | 3      |
| 8      | Belgien        | 1    | 1      | 0     | 2      |
| 8      | Portugal       | 1    | 1      | 0     | 2      |
| 10     | Ungern         | 1    | 0      | 1     | 2      |
| 11     | Albanien       | 1    | 0      | 0     | 1      |
| 11     | Litauen        | 1    | 0      | 0     | 1      |
| 11     | Schweiz        | 1    | 0      | 0     | 1      |
| 11     | Serbien        | 1    | 0      | 0     | 1      |
| 15     | Sverige        | 0    | 2      | 2     | 4      |
| 16     | Ukraina        | 0    | 1      | 4     | 5      |
| 17     | Belarus        | 0    | 1      | 2     | 3      |
| 18     | Bulgarien      | 0    | 1      | 0     | 1      |
| 18     | Danmark        | 0    | 1      | 0     | 1      |
| 18     | Italien        | 0    | 1      | 0     | 1      |
| 18     | Norge          | 0    | 1      | 0     | 1      |
| 18     | Slovakien      | 0    | 1      | 0     | 1      |
| 18     | Turkiet        | 0    | 1      | 0     | 1      |
| 18     | Österrike      | 0    | 1      | 0     | 1      |
| 25     | Island         | 0    | 0      | 1     | 1      |
| 25     | Nederländerna  | 0    | 0      | 1     | 1      |
| Totalt | Totalt         | 26   | 26     | 27    | 79     |

### Fotnoter
1. ↑  ”Belgrade to host 2017 Indoor Champs” (på engelska). Time to Run. 5 maj 2014. http://www.time-to-run.com/europe/news/belgrade-to-host-2017-indoor-champs. Läst 2 februari 2017.
2. ↑  Resultat 60 m män final Arkiverad 19 mars 2015 hämtat från the Wayback Machine.
3. ↑  ”Resultat 400 m män final”. Arkiverad från originalet den 2 september 2018. https://web.archive.org/web/20180902083712/http://www.european-athletics.org/externalmodules/AT/pdf/ATM004101_C73A.pdf. Läst 6 mars 2017.
4. ↑  ”Resultat 800 m män final”. Arkiverad från originalet den 5 mars 2017. https://web.archive.org/web/20170305204754/http://www.european-athletics.org/externalmodules/AT/pdf/ATM008101_C73G.pdf. Läst 6 mars 2017.
5. ↑  Resultat 3000 m män final Arkiverad 1 april 2015 hämtat från the Wayback Machine.
6. ↑  Resultat 60 m häck män final Arkiverad 3 mars 2017 hämtat från the Wayback Machine.
7. ↑  Resultat 4×400 m stafett män Arkiverad 18 mars 2015 hämtat från the Wayback Machine.
8. ↑  ”Resultat höjdhopp herrar final”. Arkiverad från originalet den 12 mars 2017. https://web.archive.org/web/20170312091127/http://www.european-athletics.org/externalmodules/AT/pdf/ATM071101_C73M.pdf. Läst 6 mars 2017.
9. ↑  ”Resultat stavhopp män final”. Arkiverad från originalet den 22 september 2018. https://web.archive.org/web/20180922180126/http://www.european-athletics.org/externalmodules/AT/pdf/ATM072101_C73M.pdf. Läst 4 mars 2017.
10. ↑  ”Resultat längdhopp män final”. Arkiverad från originalet den 4 mars 2017. https://web.archive.org/web/20170304211113/http://www.european-athletics.org/externalmodules/AT/pdf/ATM061101_C73P.pdf. Läst 6 mars 2017.
11. ↑  ”Resultat tresteg män final”. Arkiverad från originalet den 12 mars 2017. https://web.archive.org/web/20170312122147/http://www.european-athletics.org/externalmodules/AT/pdf/ATM062101_C73P.pdf. Läst 6 mars 2017.
12. ↑  resultat kula män final Arkiverad 13 november 2016 hämtat från the Wayback Machine.
13. ↑  Resultat sjukamp män Arkiverad 5 mars 2017 hämtat från the Wayback Machine.
14. ↑  Resultat 60 m kvinnor final Arkiverad 18 mars 2015 hämtat från the Wayback Machine.
15. ↑  ”Resultat 400 m kvinnor final”. Arkiverad från originalet den 4 mars 2017. https://web.archive.org/web/20170304214510/http://www.european-athletics.org/externalmodules/AT/pdf/ATW004101_C73A.pdf. Läst 6 mars 2017.
16. ↑  ”Resultat 800 m kvinnor final”. Arkiverad från originalet den 19 augusti 2016. https://web.archive.org/web/20160819153116/http://www.european-athletics.org/externalmodules/AT/pdf/ATW008101_C73G.pdf. Läst 6 mars 2017.
17. ↑  Resultat 1500 m kvinnor final Arkiverad 17 mars 2017 hämtat från the Wayback Machine.
18. ↑  Resultat 3000 m kvinnor final Arkiverad 17 mars 2017 hämtat från the Wayback Machine.
19. ↑  Resultat 60 m häck kvinnor final Arkiverad 6 mars 2015 hämtat från the Wayback Machine.
20. ↑  Resultat 4×400 m stafett kvinnor Arkiverad 17 mars 2017 hämtat från the Wayback Machine.
21. ↑  ”Resultat höjdhopp kvinnor final”. Arkiverad från originalet den 18 mars 2017. https://web.archive.org/web/20170318073006/http://www.european-athletics.org/externalmodules/AT/pdf/ATW071101_C73M.pdf. Läst 6 mars 2017.
22. ↑  ”Resultat stavhopp kvinnor final”. Arkiverad från originalet den 20 mars 2017. https://web.archive.org/web/20170320122654/http://www.european-athletics.org/externalmodules/AT/pdf/ATW072101_C73M.pdf. Läst 6 mars 2017.
23. ↑  ”Resultat längdhopp damer final”. Arkiverad från originalet den 5 mars 2017. https://web.archive.org/web/20170305203134/http://www.european-athletics.org/externalmodules/AT/pdf/ATW061101_C73P.pdf. Läst 6 mars 2017.
24. ↑  Resultat tresteg kvinnor final Arkiverad 18 mars 2017 hämtat från the Wayback Machine.
25. ↑  ”Resultat kula kvinnor final”. Arkiverad från originalet den 3 mars 2017. https://web.archive.org/web/20170303224558/http://www.european-athletics.org/externalmodules/AT/pdf/ATW051101_C73S.pdf. Läst 4 mars 2017.
26. ↑  Resultat femkamp kvinnor Arkiverad 7 mars 2015 hämtat från the Wayback Machine.